# Orthomegas frischeiseni
Orthomegas frischeiseni là một loài bọ cánh cứng trong họ Cerambycidae.